# 統合幕僚監部
統合幕僚監部（とうごうばくりょうかんぶ、英: Japan Joint Staff、日略称:統幕（とうばく）、英略称: JJS）は、日本の行政機関のひとつ。外国軍の統合参謀本部に相当する防衛省の特別の機関であり、自衛官の最高位である統合幕僚長が司る。その所掌は、陸・海・空自衛隊の統合運用による円滑な任務遂行を図る見地からの防衛及び警備に関する計画の立案に関すること、行動計画の立案に関すること、行動計画に必要な教育訓練、編成、装備、配置、経理、調達、補給及び保健衛生並びに職員の人事及び補充の計画の立案に関すること、防衛大臣の定めた方針又は計画の執行に関することなどの事務である。
官僚（文官）として防衛大臣に対して「政策的補佐」をする組織が大臣官房と各局からなる内部部局（内局）であるのに対して、自衛官（武官）として「軍事専門的補佐」をする組織が統合幕僚監部・陸上幕僚監部・海上幕僚監部・航空幕僚監部の4つの幕僚監部であり、これらは高級幹部の間では「四幕」と称される。
前身は統合幕僚会議（とうごうばくりょうかいぎ、英: Joint Staff Council、略称: JSC）、略称：統幕会議（とうばくかいぎ）であり、2006年に統合幕僚監部に改編された。

## 前身の統合幕僚会議（2006年まで）

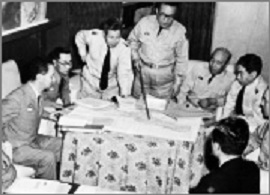
初の統合幕僚会議（1954年）。

統合幕僚会議は統合幕僚監部の前身であり、防衛大臣を補佐すると同時に、陸上自衛隊・海上自衛隊・航空自衛隊の三自衛隊の調整役を担っていた組織であり、統合幕僚会議議長が司っていた。統合幕僚会議の設立の背景として、第二次世界大戦時に既に統合参謀本部を設置していたアメリカ軍からの働きかけと、航空自衛隊の創設により軍種の分化が進んだことによる指揮権統合（統合運用）の必要性の拡大が挙げられる。
統合運用とは、特定の目的のために異なる軍種（陸・海・空など）の部隊を組み合わせて動員することや、そのような動員において成立する部隊間の協力関係のことを指す。統合運用は、防衛出動、治安出動、警護出動、災害派遣、地震防災派遣、訓練、海外派遣などにおいて、各自衛隊の個別の運用で対応に限界がある場合に行われる。
統合幕僚会議が設置されていた時代には、統合運用に際して特別に編成された統合部隊に対する防衛庁長官の指揮・命令は、統合幕僚会議議長を通じて行なうとされていた。しかしながら、この時代には三自衛隊の作戦（運用）の観点での統合運用は行われなかった。防衛省（旧・防衛庁）の前身である保安庁の時代から指揮権を統一して統合運用を可能とする機関を創設する構想はあったが、組織の規模が圧倒的である陸自に海自が飲み込まれることを危惧した旧海軍関係者の猛烈な反発により頓挫していた。なお旧軍時代においても、陸海軍の軍種対立の弊を改め、統一された軍令機関を置く構想が存在したが、一時期の参謀本部を除いて陸海軍共同の軍令機関の設置は達成されなかった。

### 統合幕僚会議に関する年表
- 1954年（昭和29年）7月1日、自衛隊設置。統合幕僚会議および同事務局が新設（越中島）。
- 1956年（昭和31年）3月23日、統合幕僚会議事務局が霞が関庁舎に移転。
- 1960年（昭和35年）1月12日、統合幕僚会議事務局が檜町庁舎に移転。
- 1961年（昭和36年）
  - 6月12日、統合幕僚会議の権限強化、特別の部隊（統合部隊）に対する命令執行権を追加など（防衛2法改正）。
  - 8月1日、三自衛隊共同の幹部学校（参謀学校）である統合幕僚学校を統合幕僚会議に附置新設。
- 1995年（平成7年）に防衛計画の大綱見直しに伴う、統合幕僚会議の機能強化を目的としたプロジェクトチームが防衛庁に設立された際には、防衛庁内局から「シビリアンコントロールの見地から、各自衛隊に権限を分散させていた方が統制が簡単だ」との反対意見が出され、統合幕僚会議から統合幕僚監部への改編が見送られている[3][注釈 1]。
- 1997年（平成9年）1月20日、統合幕僚会議事務局第2幕僚室と陸上幕僚監部調査部第2課別室を合同させた情報本部を統合幕僚会議に新設。
- 1998年（平成10年）、出動時以外でも、必要に応じて統合幕僚会議が長官を補佐できるように防衛庁設置法などが一部改正、1999年（平成11年）3月施行。
- 2000年（平成12年）5月8日：統合幕僚会議事務局が市ヶ谷庁舎に移転。

### 統合幕僚会議の組織編制
統合幕僚会議議長（専任の自衛官で、陸海空各幕僚長経験者から任じられる。）と陸上自衛隊・海上自衛隊・航空自衛隊各隊のトップである3人の幕僚長、計4人で構成され、防衛庁長官の補佐機関として、隊の枠を超えた「統合運用」、具体的には「統合防衛計画の作成」、「出動時の自衛隊に対する指揮命令の調整」等を行う。議長は専任の自衛官で、「自衛官の最上位」である（防衛庁設置法第27条）。
「統合幕僚会議」という時、「幕僚長＋議長からなる会議（4名）」を指す場合と、事務局・情報本部・統合幕僚学校も含めた組織全体を指す場合とがある。
- 統合幕僚会議（4名にて構成）
  - 統合幕僚会議議長（自衛官の最上位）
  - 陸上幕僚長
  - 海上幕僚長
  - 航空幕僚長
- 統合幕僚会議事務局（事務局長は将の階級にある自衛官）
  - 統合幕僚会議事務局長
  - 情報本部（本部長は将の階級にある自衛官）
  - 統合幕僚学校（学校長は将の階級にある自衛官）

### 統合幕僚会議に関する法律
- 特別の部隊の編成：自衛隊法第22条
- 会議の所掌事務：防衛庁設置法第26条　
- 議長の職務：防衛庁設置法第27条、国家安全保障会議設置法第8条、自衛隊法第22条の3
- 組織概要：防衛庁設置法第27条、防衛庁設置法第28条、防衛庁設置法第28条の2、防衛庁組織令第155条

## 統合幕僚監部（2006年から2025年まで)
2006年（平成18年）3月27日、陸・海・空自衛隊の運用を一元化し、一括して指揮する統合幕僚監部が創設され、自衛隊の統合運用が本格的に始まった。従来は、防衛庁長官は陸・海・空の三幕僚監部の幕僚長を通じて命令をしてきたが、統合幕僚監部を設置して以降、三自衛隊の統合運用のみならず、個別運用の場合でも統合幕僚長を通じて命令するように変更された。
統合幕僚会議では、各自衛隊の行動等において統合部隊（2以上の自衛隊から成る部隊）が編成された場合のみ、当該部隊の運用（作戦）に関する指揮・命令を執行できるとされていたが、統合幕僚監部では、有事・平時、数及び規模を問わず各自衛隊の運用に関する防衛大臣の指揮・命令が全て（単一の自衛隊の部隊のみの運用であっても）統合幕僚監部を通じることとなり、自衛官最高位のフォースユーザー（事態対処責任者）としての統合幕僚長の立場が明確化されることになった。この運用形態の変更に伴い、陸上幕僚長、海上幕僚長、航空幕僚長は、平時の人事、教育訓練、防衛力整備、後方補給などを司るフォースプロバイダー（練度管理責任者）としての立場が明確化され、有事の際にはフォースユーザーの統合幕僚長に隷下の各自衛隊部隊を提供する役目を担うことになった。これに伴って、陸・海・空の各幕僚監部の防衛部運用課の人員が統合幕僚監部運用部に集約され、陸・海・空の各幕僚監部には運用支援課が編成された。また、自衛隊全体の作戦立案を担当する都合上、統合幕僚監部運用部の部長職は、他の部長級が将補によって充てがわれるのに対し、一段上の師団長級の将を以て原則着任することとされた。陸・海・空の各幕僚長は、運用以外の隊務について防衛大臣を補佐するが、各々の立場から統合幕僚長に意見を述べることができる。

### 統合幕僚監部新設に伴う自衛隊法の変化
新たに置かれる統合幕僚長が、従来の統合幕僚会議議長と異なり、隊務等監督権（自衛隊法第9条第1項）、長官補佐任務（第9条第2項）、命令執行権（第9条第3項）を有することとなったことから改正が行われている。変更点を太字で表す。
| 条数                    | 旧法 | 新法 |
| ----------------------- | --- | --- |
| 第2条第1項              | この法律において「自衛隊」とは、防衛庁長官（以下「長官」という。）、防衛庁副長官及び防衛庁長官政務官並びに防衛庁の事務次官及び防衛参事官並びに防衛庁本庁の内部部局、防衛大学校、防衛医科大学校、統合幕僚会議、技術研究本部、契約本部その他の機関（政令で定める合議制の機関を除く。）並びに陸上自衛隊、海上自衛隊及び航空自衛隊並びに防衛施設庁（政令で定める合議制の機関並びに防衛庁設置法 （昭和二十九年法律第百六十四号）第五条第二十四号 又は第二十五号 に掲げる事務をつかさどる部局及び職で政令で定めるものを除く。）を含むものとする。 | この法律において「自衛隊」とは、防衛庁長官（以下「長官」という。）、防衛庁副長官及び防衛庁長官政務官並びに防衛庁の事務次官及び防衛参事官並びに防衛庁本庁の内部部局、防衛大学校、防衛医科大学校、統合幕僚監部、情報本部、技術研究本部、契約本部その他の機関（政令で定める合議制の機関を除く。）並びに陸上自衛隊、海上自衛隊及び航空自衛隊並びに防衛施設庁（政令で定める合議制の機関並びに防衛庁設置法 （昭和二十九年法律第百六十四号）第五条第二十四号 又は第二十五号 に掲げる事務をつかさどる部局及び職で政令で定めるものを除く。）を含むものとする。 |
| 第2条第2項              | この法律において「陸上自衛隊」とは、陸上幕僚監部並びに陸上幕僚長の監督を受ける部隊及び機関を含むものとする。 | この法律において「陸上自衛隊」とは、陸上幕僚監部並びに統合幕僚長及び陸上幕僚長の監督を受ける部隊及び機関を含むものとする。 |
| 第2条第3項              | この法律において「海上自衛隊」とは、海上幕僚監部並びに海上幕僚長の監督を受ける部隊及び機関を含むものとする。 | この法律において「海上自衛隊」とは、海上幕僚監部並びに統合幕僚長及び海上幕僚長の監督を受ける部隊及び機関を含むものとする。 |
| 第2条第4項              | この法律において「航空自衛隊」とは、航空幕僚監部並びに航空幕僚長の監督を受ける部隊及び機関を含むものとする。 | この法律において「航空自衛隊」とは、航空幕僚監部並びに統合幕僚長及び航空幕僚長の監督を受ける部隊及び機関を含むものとする。 |
| 第8条                   | 長官は、内閣総理大臣の指揮監督を受け、自衛隊の隊務を統括する。ただし、陸上幕僚長、海上幕僚長又は航空幕僚長の監督を受ける部隊及び機関（以下「部隊等」という。）に対する長官の指揮監督は、それぞれ当該幕僚長を通じて行うものとする。 | 長官は、内閣総理大臣の指揮監督を受け、自衛隊の隊務を統括する。ただし、陸上自衛隊、海上自衛隊又は航空自衛隊の部隊及び機関（以下「部隊等」という。）に対する長官の指揮監督は、次の各号に掲げる隊務の区分に応じ、当該各号に定める者を通じて行うものとする。 一 統合幕僚監部の所掌事務に係る陸上自衛隊、海上自衛隊又は航空自衛隊の隊務 統合幕僚長 二 陸上幕僚監部の所掌事務に係る陸上自衛隊の隊務 陸上幕僚長 三 海上幕僚監部の所掌事務に係る海上自衛隊の隊務 海上幕僚長 四 航空幕僚監部の所掌事務に係る航空自衛隊の隊務 航空幕僚長                        |
| 第9条第1項              | 陸上幕僚長、海上幕僚長又は航空幕僚長（以下「幕僚長」という。）は、長官の指揮監督を受け、それぞれ陸上自衛隊、海上自衛隊又は航空自衛隊の隊務及び所部の隊員の服務を監督する。 | 統合幕僚長、陸上幕僚長、海上幕僚長又は航空幕僚長（以下「幕僚長」という。）は、長官の指揮監督を受け、それぞれ前条各号に掲げる隊務及び統合幕僚監部、陸上自衛隊、海上自衛隊又は航空自衛隊の隊員の服務を監督する。 |
| 第9条第2項              | 陸上幕僚長は陸上自衛隊の隊務に関し、海上幕僚長は海上自衛隊の隊務に関し、航空幕僚長は航空自衛隊の隊務に関しそれぞれ最高の専門的助言者として長官を補佐する。 | 幕僚長は、それぞれ前条各号に掲げる隊務に関し最高の専門的助言者として長官を補佐する。 |
| 第9条第3項              | 幕僚長は、それぞれ部隊等に対する長官の命令を執行する。 | 幕僚長は、それぞれ、前条各号に掲げる隊務に関し、部隊等に対する長官の命令を執行する。 |
| 第9条の2                | （旧法に規定なし） | 統合幕僚長は、前条に規定する職務を行うに当たり、部隊等の運用の円滑化を図る観点から、陸上幕僚長、海上幕僚長又は航空幕僚長に対し、それぞれ第八条第二号から第四号までに掲げる隊務に関し必要な措置をとらせることができる。 |
| 旧第22条第3項           | 前二項の規定により編成された部隊が陸上自衛隊の部隊、海上自衛隊の部隊又は航空自衛隊の部隊のいずれか二以上から成る場合（当該部隊が前項の規定により編成されたものであるときは、防衛庁設置法第二十六条第一項第六号 の規定によりその運用に係る長官の指揮命令に関することについて統合幕僚会議が長官を補佐する場合に限る。）における当該部隊の運用に係る長官の指揮は、統合幕僚会議の議長を通じて行うものとし、これに関する長官の命令は、統合幕僚会議の議長が執行する。                                                                             | （削る） |
| 第22条第4項→第22条第3項 | 第一項又は第二項の規定により編成され、又は同一指揮官の下に置かれる部隊が陸上自衛隊の部隊、海上自衛隊の部隊又は航空自衛隊の部隊のいずれか二以上から成る場合における当該部隊に対する長官の指揮監督について幕僚長の行う職務に関しては、長官の定めるところによる。 | 前二項の規定により編成され、又は同一指揮官の下に置かれる部隊が陸上自衛隊の部隊、海上自衛隊の部隊又は航空自衛隊の部隊のいずれか二以上から成る場合における当該部隊の運用に係る長官の指揮は、統合幕僚長を通じて行い、これに関する長官の命令は、統合幕僚長が執行するものとするほか、当該部隊に対する長官の指揮監督について幕僚長の行う職務に関しては、長官の定めるところによる。 |

### 本省運用企画局との統合
南直哉を座長とする防衛省改革会議は2008年（平成20年）7月15日、防衛省再編に関する最終報告書をまとめ、福田康夫内閣総理大臣に提出した。内局の運用企画局を廃止し部隊運用を統合幕僚監部に一本化、統合幕僚副長の文官起用など、背広組と制服組の混合が柱となっている。
また、2008年（平成20年）12月22日には、防衛省内の省改革本部会議が「基本的な考え方」を発表。同報告書の内容を発展的に踏襲し、他省庁との調整も含む運用部門の統幕への一本化を盛り込んだ。しかし、2009年（平成21年）8月に執行された第45回衆議院議員総選挙により生じた政権交代の結果本項を含む組織改編は見送られ、同会議は同年11月17日もって廃止された。その後民主党政権において発足した新たな検討委員会での議論を経て2012年（平成24年）8月1日付で運用部に自衛官（将補（二）を指定階級）による副部長を新設し、これが事実上の統合議論の後身と見られるものの、内局運用企画局の廃止は背広組の強い反発により頓挫した。
2015年（平成27年）6月10日の国会参議院本会議において防衛省設置法等を改正する法律が第3次安倍内閣で自民・公明両党及び維新の党などの賛成多数で可決され、この中で背広組を主体とする運用企画局を廃止し、部隊運用を統幕に一本化することが決定し、2015年10月1日付で施行された。

### 2006年から2025年までの統合幕僚監部に関する年表
- 2006年（平成18年）3月27日、統合幕僚会議及び同事務局を廃止し、統合幕僚監部を新設。情報本部は、防衛庁内各機関に対する情報支援機能を広範かつ総合的に実施し得る「庁の中央情報機関」としての地位・役割を明確にするため、統合幕僚監部から分離、防衛庁長官直轄組織に改編。
- 2008年（平成20年）3月26日、初の3自衛隊共同部隊である「自衛隊指揮通信システム隊」が新編、統合幕僚長を通じて指揮監督を受ける。
- 2009年（平成21年）8月1日、陸海空の情報保全隊を統合し、共同の部隊である「自衛隊情報保全隊」が新編。
- 2012年（平成24年）
  - 4月1日、「最先任下士官」を新設。
  - 8月1日、「運用部副部長」（将補（二））職及び「総務調整官」を新設し、総務部人事教育課を廃止[12]。
- 2014年（平成26年）3月26日「防衛計画部副部長」（将補（二））職及び、総務部に「連絡調整課」、運用部に「運用第3課」を新設[13]（スクラップ・アンド・ビルドの観点から陸幕装備部副部長職と陸・海・空幕の課を各1廃止）。総務部総務調整官、運用第1課運用調整官を廃止し、「運用企画調整官」及び「事態対処調整官」を新設。運用第2課訓練調整官を廃止し、「災害対策調整官」を新設。防衛計画部計画課計画班を廃止し、「統合防衛戦略室」を新設。指揮通信システム研究班及び統合通信体制班を廃止し、「統合通信システム研究班」を新設。
- 2015年（平成27年）10月1日、防衛省運用企画局の廃止に伴い運用企画調整官を廃止し、「総括官」、「参事官」を新設。また、総務部連絡調整課を廃止し、総務課「連絡調整官」を新設[14]。
- 2017年（平成29年）3月27日

1. 総務部に「人事教育課」を新設[15]。
2. 総務課統合人事室、国際人道業務室、教育班、連絡調整官、指揮通信システム企画課指揮通信システム調達班、指揮通信システム運用課コンピュータ・システム共通運用基盤管理室を廃止。

- 2018年（平成30年）3月27日、運用第1課日米共同班を「日米共同室」に改編。
- 2020年（令和2年）3月26日、指揮通信システム企画課に「電磁波領域企画班」を新設。
- 2021年（令和3年）3月18日、指揮通信システム企画課に「宇宙領域企画班」を新設。
- 2022年（令和4年）3月17日、自衛隊指揮通信システム隊を廃止し、自衛隊サイバー防衛隊に改編[16]。指揮通信システム企画課に「宇宙サイバー電磁波領域調整官」を新設。

## 統合作戦司令部創設後の統合幕僚監部（2025年以降）
2025年に統合作戦司令部が創設されたことにより、統合幕僚監部と統合幕僚長の所掌と職能のうち部隊指揮（運用）に関わるものは統合作戦司令部と統合作戦司令官に移譲された。
この経緯として、近年は統合幕僚監部を司る統合幕僚長は、アメリカで言うと文民の最高司令官である大統領と国防長官の最高軍事補佐機関であるスタッフとしての統合参謀本部議長の職務と、最高司令官の命令を武官として最高の立場で指揮するラインとしての統合軍司令官の機能を併存させているため、大規模災害や有事の際に、内閣総理大臣や防衛大臣への補佐と各部隊への指揮という2つの任務に忙殺され対応できない可能性も指摘されていたことにあった。そこで統合幕僚監部から運用部を切り離すなどして、新たに統合幕僚監部とは別の常設の「統合司令部」を創設し「統合司令官」ポストを新設して部隊運用に専念させ、統合幕僚長を大臣補佐に専念させる構想がもちあがった。
そして2022年12月16日に閣議決定された防衛力整備計画（旧・中期防衛力整備計画）において、常設の統合作戦司令部が設立される方針が示された。統合作戦司令部の指揮官は、統合作戦司令官であり、陸海空幕僚長と同等の将官で充てられる。2023年8月31日に、統合司令部を2024年度末に市ヶ谷に設置する方針が防衛省から示され、2024年5月10日、統合作戦司令部の設置を盛り込んだ防衛省設置法等の一部を改正する法律が成立し、5月17日に公布された。同法は「この法律は、令和7年（2025年）3月31日までの間において政令で定める日から施行する。」と定めている。2025年3月24日に統合作戦司令部が発足した。

### 2025年以降の統合幕僚監部に関する年表
- 2025年（令和7年）3月24日、統合作戦司令部新編にともなう組織改編等。

1. 指揮通信システム部を廃止し、「首席指揮通信システム官」を設置[25]。
2. 首席補給官付後方補給室を「後方計画部」に改編[25]。
3. 運用部運用第1課事態対処調整官、日米共同室、特殊作戦室を廃止し[26]、日米共同調査官を設置[26]。
4. 運用部運用第2課国際協力室を「国際協力班」に改編。災害対策調整官、国際地域調整官、運用室運営班を廃止[26]。
5. 運用部運用第3課に「訓練調整官」を新設[26]。
6. 防衛計画部防衛課に「戦略的情報発信班」、「防衛協力室」を新設。防衛交流班を廃止。計画課に「編成班」を新設[26]。

## 組織編成
内部組織は次のとおり。
- 統合幕僚長（陸・海・空将たる自衛官、政令指定職8号）
- 統合幕僚副長（陸・海・空将たる自衛官、政令指定職3号）- 統合幕僚長を助け、統合幕僚監部の部務を整理・監督する。統合幕僚長に事故があるとき、あるいは欠けたときはその職務を行う。
- 総括官（事務官、政令指定職3号）

- 総務部（J-1）：統合幕僚監部の予算、職員人事、教育等を担当する。
  - 総務課
    - 総務班
    - 渉外班
    - 庶務室
    - 連絡調整業務室
    - 会計室

  - 人事教育課
    - 人材育成班
    - 補任班
    - 計画室
    - 制度室
- 運用部（J-3）：陸海空自衛隊の統合運用に関する調整、必要な編成、装備及び配置計画と部隊の訓練等を担当する。
  - 運用第1課（防衛警備・防諜担当）
    - 日米共同調査官（統合作戦司令部作戦第1課日米共同室長兼補）
    - 総括班
    - 防衛警備班
    - カウンターインテリジェンス室（CI室）[注釈 2]
    - 水陸両用作戦室

  - 運用第2課（部隊運用担当）
    - 災害派遣班
    - 国際協力班

  - 運用第3課（統合訓練担当）
    - 訓練調整官
    - 訓練班
    - 訓練評価・支援班
- 防衛計画部（J-5）：統合運用の見地からの防衛力整備の指針等を担当する。
  - 防衛課
    - 防衛調整官
    - 防衛班
    - 戦略的情報発信班
    - 防衛協力室

  - 計画課
    - 統合装備体系班
    - 業務計画班
    - 編成班
    - 統合防衛戦略室
    - 分析室

  - 水陸両用作戦推進室
- 後方計画部（J-4）：統合運用の見地からの補給、整備、輸送及び保健衛生等を担当する。
  - 後方計画課
    - 企画班
    - 後方計画室

  - 衛生計画課
    - 企画班
    - 衛生計画班
- 首席参事官（事務官）：部隊運用に関する国会答弁を含む対外説明や関係省庁との連絡調整を行う[31]。
  - 運用調整官（事務官）
  - 計画調整官（自衛官）
  - 企画官（事務官）
  - 総括班
  - 国内運用班
  - 国外運用班
  - 定時報告管理班
- 参事官（事務官）
  - 企画官（事務官）
  - 災害派遣・国民保護班
  - 災害派遣班
  - 国民保護班
- 報道官：統合幕僚長の命を受け、統合幕僚監部の所掌事務に関する広報に関する事務をつかさどる。
- 首席法務官：統合幕僚長の命を受け、次に掲げる事務をつかさどる。なお、自衛隊の法務官も参照。

1. 統合幕僚監部に係る訴訟、損害賠償及び損失補償に関すること。
2. 例規案その他特に命ぜられた重要な文書の審査に関すること。
3. 統合幕僚監部の所掌事務の遂行に必要な法令の調査及び研究に関すること。

- 首席指揮通信システム官（J-6）：統合運用の見地からの指揮通信、電波の使用計画及び監理を担当する。
  - 指揮通信システム官
  - 指揮通信システム企画班
  - 領域横断システム推進班
  - サイバー企画室
  - 指揮通信システム開発室
  - 指揮通信システム保全班
- 最先任下士官

- 統合幕僚監部の付置機関
  - 統合幕僚学校
- 統合幕僚長を通じて指揮監督を受ける共同の部隊
  - 自衛隊情報保全隊
  - 自衛隊サイバー防衛隊

## 主要幹部
| 官職名                 | 階級       | 氏名       | 補職発令日      | 前職                                        |
| ---------------------- | ---------- | ---------- | --------------- | ------------------------------------------- |
| 統合幕僚長             | 空将       | 内倉浩昭   | 2025年08月01日  | 航空幕僚長                                  |
| 統合幕僚副長           | 陸将       | 松永浩二   | 2025年03月24日  | 第7師団長                                   |
| 総括官                 | 防衛事務官 | 上田幸司   | 2025年08月01日  | 防衛政策局次長                              |
| 総務部長               | 空将補     | 高石景太郎 | 2024年08月02日  | 航空幕僚監部運用支援・情報部長              |
| 運用部長               | 海将       | 川村伸一   | 2024年08月02日  | 自衛艦隊司令部幕僚長                        |
| 防衛計画部長           | 空将補     | 白井亮次   | 2025年03月24日  | 航空幕僚監部人事教育部長                    |
| 後方計画部長           | 海将補     | 金山哲治   | 2025年08月01日  | 舞鶴地方総監部幕僚長                        |
| 首席指揮通信システム官 | 陸将補     | 木村顕継   | 2025年08月01日  | 自衛隊サイバー防衛隊司令                    |
| 首席参事官             | 防衛事務官 | 宮本康宏   | 2024年07月      | 大臣官房付 （内閣官房副長官補付内閣参事官） |
| 参事官                 | 防衛事務官 | 中尾京一   | 2024年10月      | 人事教育局厚生課福利厚生調整官              |
| 報道官                 | 空将補     | 栗田智哉   | 2025年08月01日  | 航空幕僚監部総務部総務課長                  |
| 首席法務官             | 1等陸佐    | 品川淳二   | 2023年03月13日  | 東部方面総監部法務官                        |
| 統合幕僚学校長         | 空将       | 佐藤網夫   | 2024年012月20日 | 中部航空警戒管制団司令 兼 入間基地司令      |

※歴代主要幹部は統合幕僚監部の人物一覧を参照

## 情報本部
情報本部は防衛大臣直轄の機関であって統合幕僚監部の一部ではないが、情報本部の統合情報部はあたかも統合幕僚監部の組織であるかのごとく運用される。これはアメリカ軍において国防情報局（DIA）が統合参謀本部の情報部(J-2)を構成するという運用方法に範をとったものといえる。

## 幕僚と参謀
この二つの語は軍事用語でそれぞれ別の意味をもつのだが、同義語として使っている国も多い。アメリカでは幕僚と言う代わりに参謀の語を使い、自衛隊の場合は参謀と言う代わりに幕僚という語を使う。参謀とは司令官の作戦補佐を担当するいわゆる「軍師」の役割を持つが、幕僚も同じ役割を持つ。この為、言い方が違うだけで指している役割は同じであるが、これは日本の場合で、アメリカやロシアでは両方で別々の意味を持っていたりする。（自衛隊用語を参照）
戦前の日本でも幕僚という語が使われたが、軍師の意味で使われたのは参謀。戦後の日本では自衛隊の参謀にあたる役割を持つ自衛官は存在するが、参謀という語が軍事的なニュアンスを含むので、その名称を全部幕僚と言い替えた。よって今の自衛隊に参謀という職名は存在しない。ただし、海上自衛隊においては、通信時の簡略名称において、幕僚長を「サチ（サンボウチョウ）」首席幕僚を「セサ（センニンサンボウ）」と旧海軍時代の伝統に則って定めており、幕僚を参謀と逆に言い換えているという事例もある。